# Propriedade intelectual indígena
Propriedade intelectual indígena é um termo usado em fóruns nacionais e internacionais para descrever a  propriedade intelectual que é "propriedade coletiva" de vários povos indígenas e, por extensão, seus direitos legais de proteger essa propriedade específica. Essa propriedade inclui o conhecimento cultural de seus grupos e muitos aspectos de seu conhecimento e patrimônio cultural, inclusive o mantido na história oral. Na Austrália, o termo "propriedade cultural e intelectual indígena", abreviado do inglês ICIP, é comumente usado.
Vários esforços foram feitos desde o final do século XX no sentido de fornecer algum tipo de proteção legal para a propriedade intelectual indígena em países colonizados, incluindo uma série de declarações feitas por várias convenções de povos indígenas. A Organização Mundial da Propriedade Intelectual (OMPI) foi criada em 1970 para promover e proteger a propriedade intelectual em todo o mundo, cooperando com países e organizações internacionais. A declaração da Organização das Nações Unidas (ONU) sobre os Direitos dos Povos Indígenas (UNDRIP), assinada por 144 países em 2007, inclui várias cláusulas relacionadas especificamente à proteção da propriedade intelectual dos povos indígenas.
Disputas em torno de propriedade indígena incluem vários casos envolvendo os povos Māori da Nova Zelândia.

## Contexto
A propriedade intelectual indígena é um conceito que se desenvolveu como um análogo aos conceitos predominantemente ocidentais da lei de propriedade intelectual, e foi promovido pela Organização Mundial da Propriedade Intelectual (OMPI), como parte de um esforço mais amplo da Organização das Nações Unidas (ONU) para ver o Patrimônio Cultural Imaterial indígena do mundo melhor valorizado e mais bem protegido contra maus-tratos percebidos e contínuos, já que não são adequadamente cobertos pela lei ocidental.
O conhecimento indígena é parte integrante do patrimônio cultural indígena. O conhecimento sobre a terra, mares, lugares e canções associadas, histórias, práticas sociais e tradições orais são ativos importantes para as comunidades indígenas. Transmitido de geração em geração, o conhecimento indígena é constantemente reinterpretado pelos indígenas. Através da existência e transmissão deste património cultural imaterial, os povos indígenas conseguem associar-se a uma identidade comunitária.
Os direitos de propriedade intelectual indígenas referem-se aos direitos jurídicos para proteger tais propriedades específicas, que incluem o conhecimento cultural de seus grupos, aspectos de seu patrimônio cultural nas artes visuais, literatura e artes cênicas, bem como ciência e medicina tradicional. Pode incluir conhecimento mantido na história oral.
Organizações internacionais como a ONU se envolveram na questão, fazendo declarações mais específicas de que a propriedade intelectual também inclui propriedade cultural, como locais históricos, artefatos, designs, linguagem, cerimônias e artes cênicas, além de obras de arte e literatura.
Os Estados-nação em todo o mundo têm tido dificuldades em conciliar as leis indígenas locais e as normas culturais com um sistema legal predominantemente ocidental, em muitos casos deixando os direitos de propriedade intelectual individuais e comunidades dos povos indígenas em grande parte desprotegidos.

O Fundo pelos Direitos dos Americanos Nativos (NARF) estabeleceu vários objetivos em torno da Convenção de Viena sobre Direito dos Tratados e da propriedade intelectual, com a professora Rebecca Tsosie, membro do conselho, enfatizando a importância desses direitos de propriedade serem mantidos coletivamente, não por indivíduos:
O objetivo de longo prazo é realmente ter um sistema jurídico, e certamente um tratado poderia fazer isso, que reconheça duas coisas. Número um, reconhece que os povos indígenas são povos com direito à autodeterminação que inclui direitos de governança sobre todas as propriedades pertencentes aos povos indígenas. E, número dois, reconhece que as expressões culturais indígenas são uma forma de propriedade intelectual e que o conhecimento tradicional é uma forma de propriedade intelectual, mas são recursos coletivos – portanto, nenhum indivíduo pode ceder os direitos a esses recursos. As nações tribais realmente os possuem coletivamente.

## Terminologia
Um termo usado especialmente na Austrália é "Propriedade cultural e intelectual indígena", abreviado em inglês como ICIP, cujo termo patrimônio cultural é frequentemente aplicado ao mesmo conceito. O termo "Direitos de Propriedade Cultural e Intelectual Indígena" é abreviado como ICIPR.

### Expressões culturais tradicionais
“Expressões culturais tradicionais” é uma expressão usada pela OMPI para se referir a “qualquer forma de expressão artística e literária na qual a cultura e o conhecimento tradicionais são incorporados. São transmitidos de geração em geração, e incluem têxteis feitos à mão, pinturas, histórias, lendas, cerimónias, música, cantos, ritmos e danças".
"Expressões culturais tradicionais" podem incluir designs e estilos, o que significa que a aplicação de leis de direitos autorais internacionais tradicionais de estilo ocidental – que se aplicam a um trabalho específico, em vez de um estilo – pode ser problemático. A lei consuetudinária indígena geralmente trata esses conceitos de maneira diferente e pode aplicar restrições ao uso de estilos e conceitos subjacentes.

## Declarações dos povos indígenas ao redor do mundo
Várias comunidades nativas americanas e das Primeiras Nações emitiram declarações tribais nos últimos 35 anos. Antes e durante o Ano Internacional das Nações Unidas para os Povos Indígenas do Mundo (1993), depois durante a Década dos Povos Indígenas do Mundo da ONU seguinte (1995–2004), uma série de conferências de ambos os povos indígenas e especialistas não indígenas foram detidos em diferentes partes do mundo, resultando em uma série de declarações e declarações unificadas identificando, explicando, refinando e definindo "propriedade intelectual indígena", embora o peso legal da maioria ainda não tenha sido testado.
Desde a década de 1970, grupos intertribais na América do Norte organizaram manifestações contra o uso não nativo de elementos culturais nativos americanos, como a venda de produtos e serviços supostamente derivados do conhecimento indígena:

###### Traditional Elders Circle, outubro de 1980
Antes que as cerimônias e o conhecimento cerimonial fossem declarados como propriedade intelectual protegida pela Assembleia Geral da ONU, coalizões menores de líderes culturais indígenas se reuniram para emitir declarações sobre a proteção do conhecimento cerimonial. Em 1980, os líderes espirituais das nações Cheyenne do Norte, Navajo, Hopi, Muskogee, Chippewa-Cree, Haudenosaunee e Lakota se reuniram na Reserva Cheyenne do Norte em Montana, e emitiram a Resolução da 5.ª Reunião Anual do Traditional Elders Circle, resolvendo que:
Esses indivíduos [não nativos] estão reunindo não índios como seguidores que acreditam estar recebendo instruções do povo original. Nós, os Anciãos e nossos representantes sentados no Conselho, alertamos esses seguidores não-índios de que entendemos que este não é um processo adequado, que a autoridade para carregar esses objetos sagrados é dada pelo povo (...)
Belém, julho de 1988

O primeiro congresso internacional da Sociedade Internacional de Etnobiologia envolvendo cientistas, ambientalistas e povos indígenas aconteceu em Belém, no Brasil. Eles se identificaram coletivamente como etnobiólogos e anunciaram isso (entre outros assuntos) desde que "as culturas indígenas ao redor do mundo estão sendo perturbadas e destruídas". A Declaração de Belém declarou:
Mecanismos [devem] ser criados pelos quais os especialistas indígenas sejam reconhecidos como autoridades competentes e sejam consultados em todos os programas que os afetem, seus recursos e seu meio ambiente (...)

Devem ser desenvolvidos procedimentos para compensar os povos nativos pela utilização de seus conhecimentos e recursos biológicos.

###### Declaração de Kari-Oca, maio de 1992

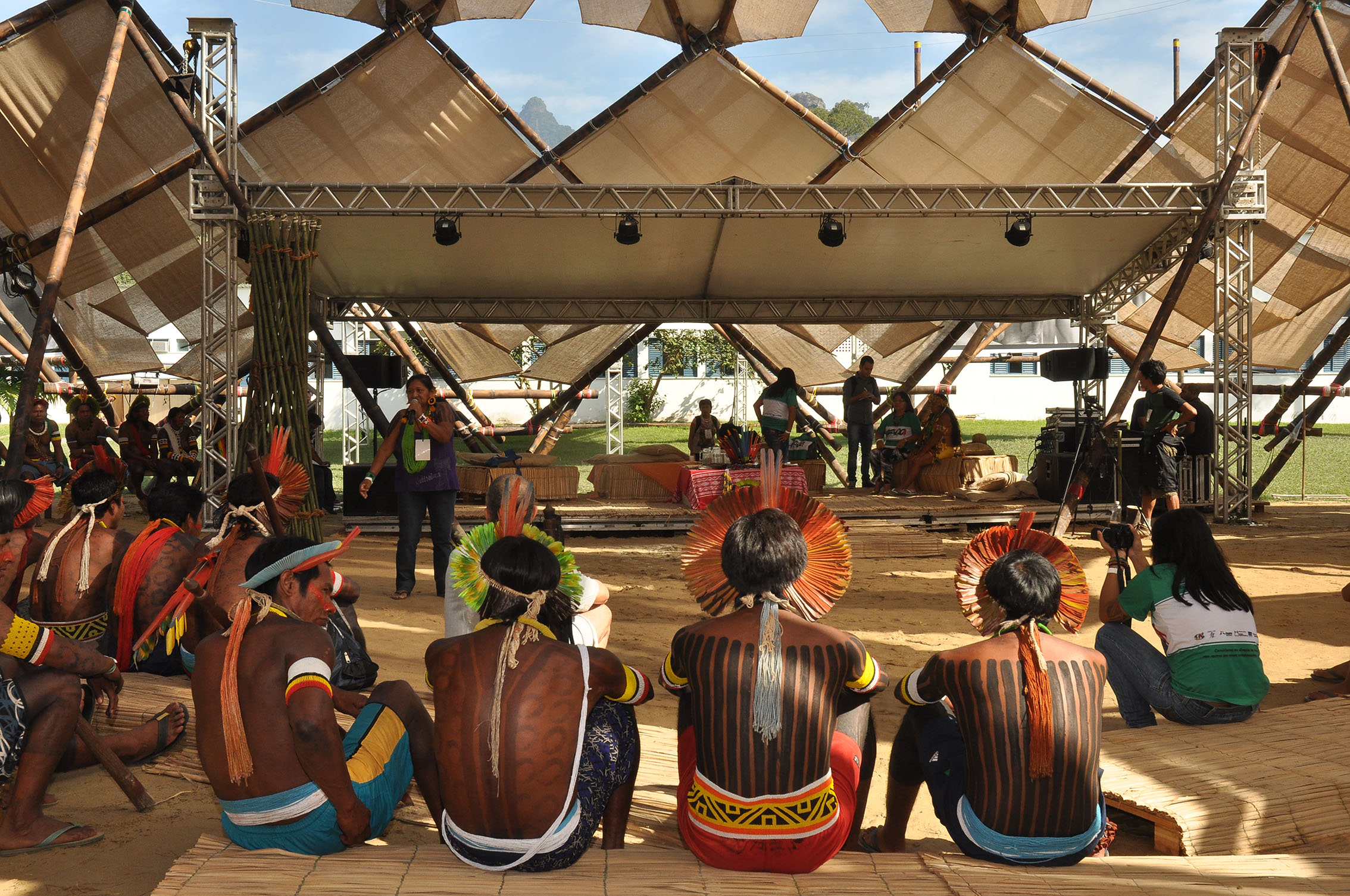
Encontro de integrantes do grupo indígena Kari-Oca

A Declaração de Kari-Oca e a Carta da Terra dos Povos Indígenas foram afirmadas pela primeira vez no Brasil em maio de 1992 e depois reafirmadas na Indonésia em junho de 2002. Ratificaram o documento os povos indígenas das Américas, Ásia, África, Austrália, Europa e Pacífico que, nas Aldeias Kari-Oca, se uniram em uma só voz para expressar coletivamente sua séria preocupação com a forma como o mundo está explorando os recursos naturais sobre quais os povos indígenas dependem.

Referências específicas são feitas na Carta da Terra dos Povos Indígenas a supostos abusos das propriedades intelectuais e culturais dos povos indígenas. Sob o título "Cultura, Ciência e Propriedade Intelectual", entre outros assuntos, afirma-se:
99 : A usurpação de medicamentos e saberes tradicionais dos povos indígenas deve ser considerada crime contra os povos (...)
102 : Como criadores e portadores de civilizações que deram e continuam a compartilhar conhecimentos, experiências e valores com a humanidade, exigimos que nosso direito à propriedade intelectual e cultural seja garantido e que os mecanismos para cada um sejam a favor de nossos povos (...)
104 : A proteção, as normas e os mecanismos da criação artística e artesanal de nossos povos devem ser estabelecidos e implementados de forma a evitar espoliações, plágios, exposições e usos indevidos (...)
Declaração Lakota, junho de 1993

No Lakota Summit V, um encontro internacional das Nações Lakota, Dakota e Nakota dos Estados Unidos e do Canadá, cerca de 500 representantes de 40 tribos e diferentes etnias dos povos Lakota aprovaram por unanimidade uma "Declaração de Guerra Contra os Exploradores da Espiritualidade Lakota". Representantes afirmaram uma política de tolerância zero na exploração do conhecimento cerimonial Lakota, Dakota e Nakota:
Considerando que somos organizadores de uma série contínua de fóruns abrangentes sobre o abuso e a exploração da espiritualidade Lakota; (...)

6. Exortamos os povos tradicionais, líderes tribais e conselhos governamentais de todas as outras nações indígenas, bem como todas as organizações indígenas nacionais, a se juntarem a nós para pedir o fim imediato dessa exploração desenfreada de nossas respectivas tradições sagradas dos indígenas americanos, emitindo declarações denunciando tais Abuso; pois não são apenas os povos Lakota, Dakota e Nakota cujas práticas espirituais estão sendo sistematicamente violadas por não-indígenas.
Declaração de Mātaatua, junho de 1993
Em 18 de junho de 1993, 150 delegados de quatorze países, incluindo representantes indígenas do Japão (Ainu), Austrália, Ilhas Cook, Fiji, Índia, Panamá, Peru, Filipinas, Suriname, Estados Unidos e Aotearoa (Nova Zelândia) reuniram-se em Whakatane (Baía da região de Plenty, da Nova Zelândia). A assembleia afirmou que o conhecimento dos povos indígenas é benéfico para toda a humanidade; os povos indígenas reconhecidos estão dispostos a oferecer seus conhecimentos a toda a humanidade, desde que seus direitos fundamentais para definir e controlar esse conhecimento sejam protegidos pela comunidade internacional; insistiu que os primeiros beneficiários do conhecimento indígena devem ser os descendentes indígenas diretos de tal conhecimento; e declarou que todas as formas de exploração do conhecimento indígena devem cessar.

De acordo com a Seção 2 de sua declaração, a Declaração de Mātaatua sobre os Direitos de Propriedade Cultural e Intelectual dos Povos Indígenas, eles pedem especificamente às agências estaduais, nacionais e internacionais que:
2.1 : Reconhecer que os povos indígenas são os guardiões de seu conhecimento consuetudinário e têm o direito de proteger e controlar a disseminação desse conhecimento.
2.2 : Reconhecer que os povos indígenas também têm o direito de criar novos conhecimentos baseados na tradição cultural.
2.3 : Aceitar que os direitos de propriedade cultural e intelectual dos povos indígenas pertencem àqueles que os criaram.
Declaração de Julayinbul, novembro de 1993

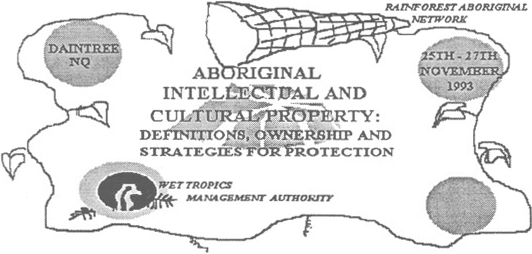
Logotipo da Conferência de Propriedade Intelectual Aborígine de Julayinbul (1993)

A Declaração de Julayinbul sobre os Direitos de Propriedade Intelectual Indígena surgiu de uma reunião de especialistas indígenas e não indígenas que, em Jingarrba, no nordeste da Austrália, concordaram que os direitos de propriedade intelectual indígena são melhor determinados a partir das leis consuetudinárias dos grupos indígenas eles mesmos. Dentro da declaração, as leis consuetudinárias indígenas são (re)nomeadas como 'leis comuns aborígines', e insiste-se que essas leis devem ser reconhecidas e tratadas como iguais a qualquer outro sistema de leis:
A propriedade intelectual aborígine, dentro da Lei Comum Aborígine, é um direito inerente e inalienável que não pode ser rescindido, extinto ou retirado (...) Qualquer uso da propriedade intelectual das Nações e Povos Aborígenes só pode ser feito de acordo com a Lei Comum Aborígine, e qualquer uso não autorizado é estritamente proibido.

###### Remoção de materiais tribais a pedido dos povos Hopi e Apache
Em 1994, várias organizações tribais nativas americanas exigiram que os museus removessem certos materiais da exibição e do acesso ao público. Eles citaram o Native American Graves Protection and Repatriation Act (NAGPRA) como a base legal para essas reclamações. A posição deles era que eles só permitiriam tais usos seletivamente e com permissão expressa dos parentes vivos dos restos humanos e bens funerários que os museus desejavam exibir. Vernon Masayesva, CEO da tribo Hopi, e um consórcio de tribos Apache exigiram que vários museus americanos encerrassem toda exibição pública e acesso a materiais de suas culturas tribais; incluindo "imagens, textos, cerimônias, músicas, canções, histórias, símbolos, crenças, costumes, ideias, conceitos e notas de campo etnográficas, longas-metragens, obras históricas e qualquer outro meio em que sua cultura possa aparecer literalmente, imaginada, expressa, parodiado ou embelezado." Muitas tribos Apache, como a White Mountain Apache Tribe, também pediram a devolução de artefatos e corpos Puebloan que foram retirados de suas terras por vários colecionadores ao longo do tempo.

###### Declaração de Santa Cruz de la Sierra, setembro de 1994
Uma reunião regional foi realizada em Santa Cruz de la Sierra, Bolívia, onde os povos indígenas da América do Sul preocupados com a maneira como os sistemas e regimes de propriedade intelectual prevalecentes internacionalmente parecem estar favorecendo a apropriação do conhecimento e dos recursos dos povos indígenas para fins comerciais, acordado em sua Declaração de Santa Cruz de la Sierra sobre Propriedade Intelectual:
Para os indígenas, o conhecimento e a determinação do uso dos recursos são coletivos e intergeracionais. Nenhum...indivíduos ou comunidades, nem o Governo, podem vender ou transferir a propriedade dos recursos [culturais] que são propriedade do povo e que cada geração tem a obrigação de salvaguardar para a próxima (...)

Deve haver mecanismos adequados para manter e garantir o direito dos povos indígenas de negar o acesso indiscriminado aos recursos [culturais] de nossas comunidades ou povos e permitir a contestação de patentes ou outros direitos exclusivos sobre o que é essencialmente indígena.

###### Declaração de Tambunan, fevereiro de 1995
Povos indígenas da Ásia se reuniram em Tambunan, Sabah, leste da Malásia, para reivindicar direitos de autodeterminação e expressar preocupação e medo da ameaça que sistemas de direitos de propriedade intelectual 'ocidentais' desconhecidos podem representar para eles. Foi acordado, na Declaração de Tambunan sobre a Proteção e Conservação do Conhecimento Indígena:
Para os povos indígenas da Ásia, o sistema de direitos de propriedade intelectual não é apenas um conceito muito novo, mas também muito ocidental (...) [Com] direitos de propriedade intelectual [estilo ocidental], leis estrangeiras serão elaboradas para explorar o conhecimento indígena e os recursos [culturais] dos povos indígenas.

###### Declaração de Suva, abril de 1995
Participantes de países independentes e "territórios colonizados não autônomos" da região do Pacífico reuniram-se em Suva, Fiji, para discutir os regimes de direitos de propriedade intelectual dominantes internacionalmente e, nessa reunião, decidiram apoiar Kari Oca, Mataatua, Julayinbul, Santa Cruz de la Iniciativas Sierra e Tambunan (acima). Em sua declaração, a Declaração Suva sobre Conhecimento dos Povos Indígenas e Direitos de Propriedade Intelectual, os participantes:
Declaro[que] Os povos indígenas estão dispostos a compartilhar nosso conhecimento com a humanidade, desde que determinemos quando, onde e como ele é usado: atualmente, o sistema internacional não reconhece ou respeita nossa contribuição passada, presente e potencial (...)
Buscar a repatriação dos recursos [culturais] dos povos indígenas já mantidos em coleções externas e buscar compensação e royalties de desenvolvimentos comerciais resultantes desses recursos.

[Procurar] Fortalecer as capacidades dos povos indígenas para manter suas tradições orais, e encorajar iniciativas dos povos indígenas para registrar seus conhecimentos (...) de acordo com seus procedimentos habituais de acesso.

###### Declaração de Kimberley, agosto de 2002
Povos indígenas de todo o mundo participaram de uma cúpula internacional de povos indígenas sobre desenvolvimento sustentável no Território de Coissãs, Kimberley, na África do Sul, em agosto de 2002, onde reafirmaram declarações e declarações anteriores (acima) e, entre outros assuntos, declararam:
Nossos sistemas tradicionais de conhecimento devem ser respeitados, promovidos e protegidos; nossos direitos coletivos de propriedade intelectual devem ser garantidos e garantidos. Nosso conhecimento tradicional não é de domínio público; é propriedade coletiva, cultural e intelectual protegida por nossa lei consuetudinária. O uso não autorizado e a apropriação indevida do conhecimento tradicional é roubo.

### AGNU, setembro de 2007

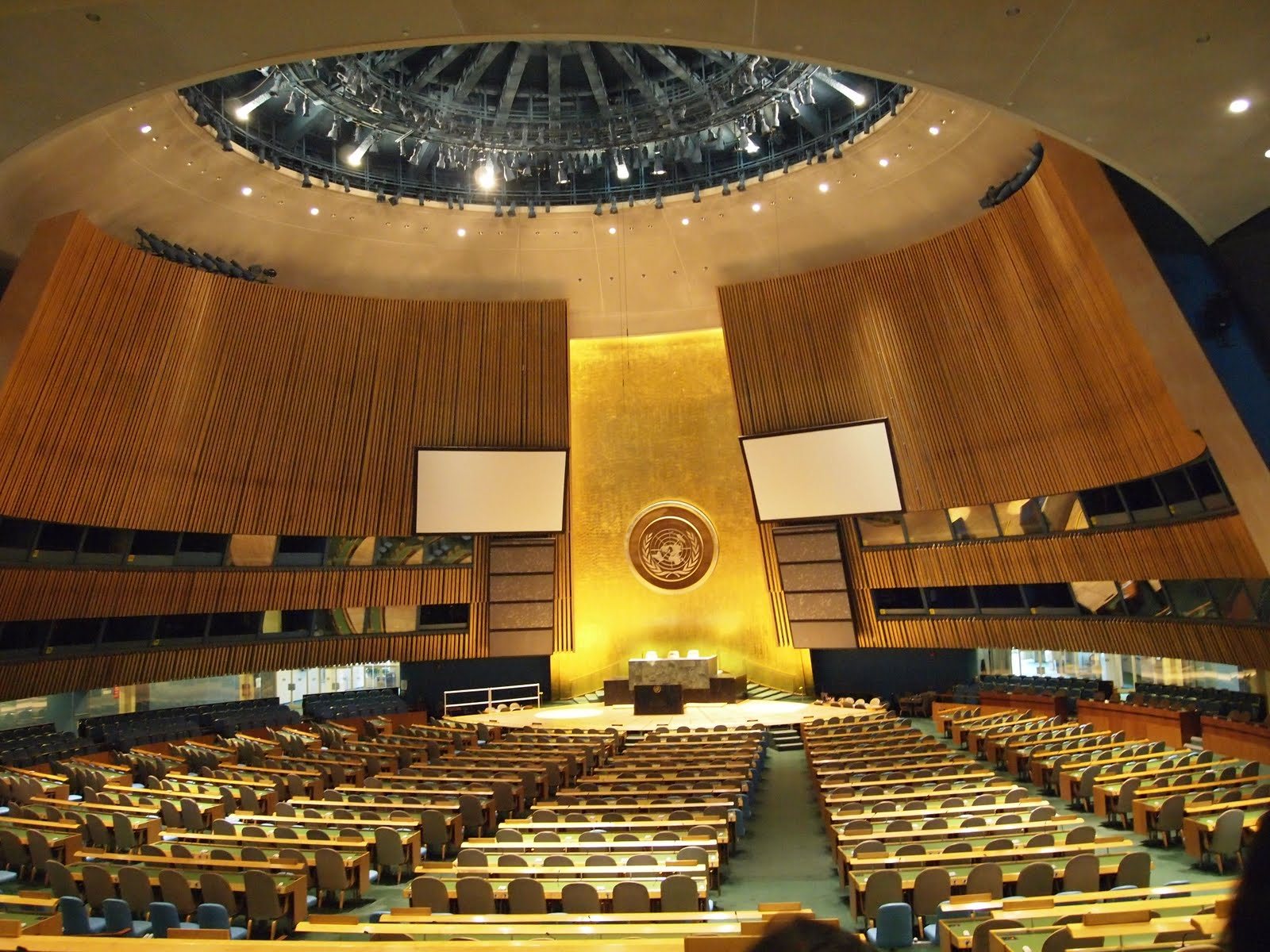
Assembleia Geral das Nações Unidas, 2003

Na 61.ª sessão da Assembleia Geral das Nações Unidas, em 13 de setembro de 2007, uma maioria esmagadora de membros resolveu adotar a Declaração das Nações Unidas sobre os Direitos dos Povos Indígenas (UNDRIP), uma resolução juridicamente não vinculante que delineia e define os direitos individuais e coletivos de Pessoas indígenas. 144 estados votaram a favor, 4 contra (Austrália, Canadá, Nova Zelândia e Estados Unidos) e 11 países se abstiveram. Os quatro países dissidentes inverteram suas posições alguns anos depois.

Algumas das cláusulas da UNDRIP referem-se à propriedade intelectual dos povos indígenas. A Declaração reconhece "a necessidade urgente de respeitar e promover os direitos inerentes aos povos indígenas que derivam de suas estruturas políticas, econômicas e sociais e de suas culturas, tradições espirituais, histórias e filosofias (...)"; e reafirma "(...) que os povos indígenas possuem direitos coletivos que são indispensáveis para sua existência, bem-estar e desenvolvimento integral como povos (...)" e proclama como padrão acordado para as nações membros em todo o mundo:

- Artigo 11: Os povos indígenas têm o direito de praticar e revitalizar suas tradições culturais e costumes. Isso inclui o direito de manter, proteger e desenvolver as manifestações passadas, presentes e futuras de suas culturas, como sítios arqueológicos e históricos, artefatos, designs, cerimônias, tecnologias, artes visuais e performáticas e literatura (...) Os Estados fornecerão reparação por meio de mecanismos efetivos, que podem incluir a restituição, desenvolvidos em conjunto com os povos indígenas, no que diz respeito a seus bens culturais, intelectuais, religiosos e espirituais tomados sem seu consentimento livre, prévio e informado ou em violação de suas leis, tradições e alfândega.
- Artigo 24: Os povos indígenas têm direito a seus medicamentos tradicionais e a manter suas práticas de saúde, incluindo a conservação de suas plantas, animais e minerais medicinais vitais (...)
- Artigo 31: Os povos indígenas têm o direito de manter, controlar, proteger e desenvolver seu patrimônio cultural, conhecimentos tradicionais e expressões culturais tradicionais, bem como as manifestações de suas ciências, tecnologias e culturas, incluindo recursos humanos e genéticos, sementes, medicamentos, conhecimento das propriedades da fauna e flora, tradições orais, literaturas, desenhos, esportes e jogos tradicionais e artes visuais e cênicas. Eles também têm o direito de manter, controlar, proteger e desenvolver sua propriedade intelectual sobre tal patrimônio cultural, conhecimento tradicional e expressões culturais tradicionais (...) Em conjunto com os povos indígenas, os Estados devem tomar medidas efetivas para reconhecer e proteger o exercício desses direitos.

## Protocolos e legislação jurídica por país

### Austrália
A lei australiana não protege todas as formas de propriedade cultural e intelectual indígena (ICIP). A lei de direitos autorais na Austrália cobre música, literatura e arte de pessoas que estão vivas ou morreram há 70 anos, e o trabalho de criadores individuais também é protegido por direitos morais. O trabalho dos artistas intérpretes ou executantes e designers são abrangidos por legislação separada. Em alguns casos, a apropriação indevida cultural pode ser protegida pela lei Competition and Consumer Act 2010, que foi testada com sucesso em uma ação judicial de 2019 contra a Birubi Art por ocultar o fato de que seus artefatos "aborígenes" à venda foram feitos na Indonésia, e não por aborígines artistas. O Tribunal Federal da Austrália decidiu contra a empresa com base em que ela havia feito alegações enganosas de arte indígena.
No entanto, existem omissões significativas no quadro jurídico, entre eles:
- medicamentos tradicionais aborígines, conhecidos como remédios do mato;
- ideias subjacentes ou histórias por trás de obras de arte;
- técnicas específicas em artes visuais, como cross-hatching (rarrk) ou dot painting;
- Línguas aborígines australianas e línguas da Ilha do Estreito de Torres;
- dança ou música não escrita;
- produtos ou processos baseados em métodos tradicionais de criação, como cestaria ou medicina.

Também não há lei que impeça o uso indevido, distorção ou alteração do ICIP que é de propriedade comunal (direitos morais comunitários indígenas, no inglês, ICMR). Devido à falta de proteção completa pelo quadro legislativo, alguns setores e organizações estabeleceram seus próprios protocolos:
A primeira edição de Protocols for using First Nations Cultural and Intellectual Property in the Arts foi publicada pelo Australia Council for the Arts, em 2002, com uma edição revisada publicada em 2007. Uma nova edição foi escrita por Terri Janke em 2019. O documento visa ajudar a proteger o conhecimento tradicional, reconhecendo e gerando respeito pela prática consuetudinária, fornecendo estudos de caso que abrangem uma ampla variedade de criações nas artes e cita dez princípios contidos na Declaração das Nações Unidas sobre os Direitos dos Povos Indígenas (UNDRIP, veja acima). Embora não tenha força legal, explica as lacunas na legislação e "incentiva práticas de trabalho culturalmente apropriadas e promove a comunicação entre todos os australianos interessados nas artes criativas indígenas".
Entre as muitas organizações que publicaram seus próprios conjuntos de protocolos estão o governo de New South Wales, National and State Libraries Australasia, Screen Australia, e a Universidade da Tasmânia.

### Filipinas
A Lei dos Direitos dos Povos Indígenas de 1997 (IPRA; Lei da República n.º 8371) tem cláusulas de "Direitos Intelectuais Comunitários" que autorizam as Comunidades Culturais Indígenas/Povos Indígenas (ICCs/IPs) ao "reconhecimento da plena propriedade, controle e proteção de seus e direitos intelectuais e que terão direito a medidas especiais para controlar, desenvolver e proteger suas ciências, tecnologias e manifestações culturais, incluindo, entre outros, conhecimentos, sistemas e práticas indígenas, designs e artes visuais e cênicas”. O uso de tais manifestações para fins comerciais, turísticos e publicitários por terceiros requer o Consentimento Livre e Prévio (FPIC) do ICC/IP em questão. A Comissão Nacional dos Povos Indígenas (NCIP) é a agência governamental responsável pela verificação de supostos FPICs.

### Nova Zelândia
O Escritório de Propriedade Intelectual da Nova Zelândia é responsável por determinar alguns tipos de propriedade intelectual no país, especificamente direitos de patentes, marcas registradas, designs e variedades de plantas, enquanto a lei de direitos autorais da Nova Zelândia é administrada por uma unidade diferente do Ministério de Negócios, Inovação e Emprego.

#### MāoriKa Matehaka

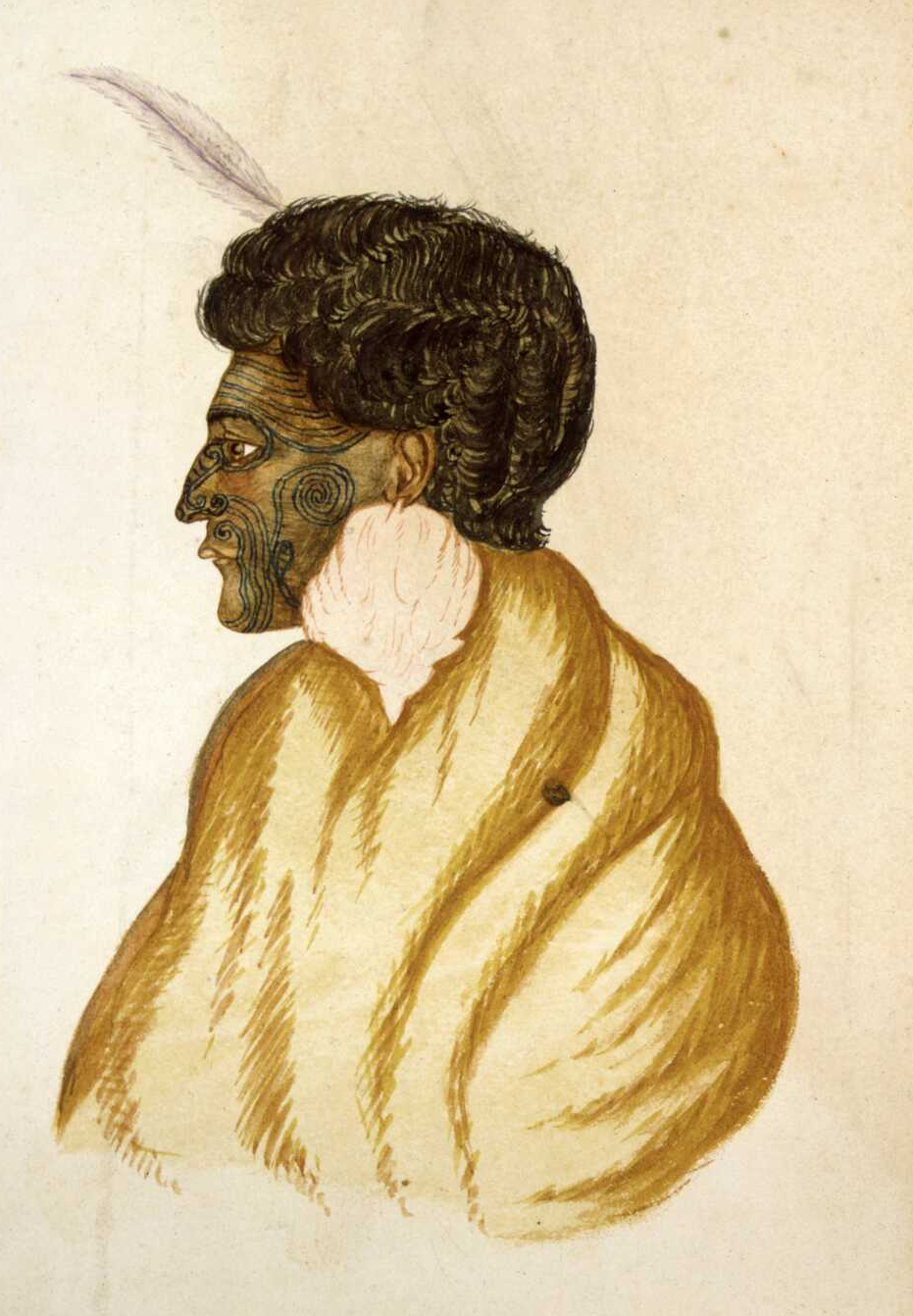
Te Rauparaha, suposto compositor de Ka Mate

Desde o século XIX, os povos Hakas de estilo Māori têm sido usados popularmente pelos neozelandeses como uma torcida em eventos esportivos; especialmente para as seleções da Nova Zelândia. Entre 1998 e 2006, o Ngāti Toa iwi tentou registrar o Ka Mate haka e proibir seu uso por organizações comerciais sem sua permissão. O Escritório de Propriedade Intelectual da Nova Zelândia recusou sua reivindicação em 2006, uma vez que Ka Mate alcançou amplo reconhecimento na Nova Zelândia e no exterior como representante da Nova Zelândia como um todo e não de um comerciante em particular. Em 2009, como parte de um acordo mais amplo de queixas, o governo da Nova Zelândia concordou em:
: (...) registrar a autoria e o significado do haka Ka Mate para Ngāti Toa e (...) trabalhar com Ngāti Toa para abordar suas preocupações com o haka (...) [mas] não espera que a compensação resulte em royalties pelo uso de Ka Mate ou fornecer a Ngāti Toa um veto sobre a performance de Ka Mate (...)
No entanto, uma pesquisa de jornais neozelandeses do século XIX descobriu que Ka Mate era usado por tribos de outras partes da Nova Zelândia e geralmente era descrito por eles como sendo uma antiga canção de manutenção da paz, de eras muito antes de sua apropriação pelo chefe Ngāti Toa Te Rauparaha. Quando as autoridades de Ngāti Toa foram solicitadas a fornecer evidências de que Ka Mate era da autoria de Ngāti Toa, elas não puderam fornecer nenhuma.

#### Māori e a linha de brinquedos LegoBionicle
Em 2001, surgiu uma disputa sobre a popular linha de brinquedos LEGO Bionicle, entre o fabricante de brinquedos dinamarquês Lego Group e vários grupos tribais Māori (liderados pelo advogado Maui Solomon) e membros do fórum de discussão online (Aotearoa Cafe). A linha de produtos Bionicle supostamente usava muitas palavras apropriadas da linguagem, imagens e folclore Māori. A disputa terminou em um acordo amigável. A Lego finalmente concordou que havia tirado os nomes dos Māori e concordou em mudar certos nomes ou grafias para ajudar a diferenciar a linha de brinquedos das lendas Māori.

#### Cigarros "Māori"
Em 2005, um neozelandês em Jerusalém descobriu que a empresa de cigarros Phillip Morris havia começado a produzir uma marca de cigarro em Israel chamada "L&M Maori mix". Em 2006, o chefe da Phillip Morris, Louis Camilleri, apresentou um pedido de desculpas a Māori: "Lamentamos sinceramente qualquer desconforto que tenha sido causado ao povo Māori por nosso erro e não o repetiremos."

## Crítica
Os críticos do movimento pela concessão de Direitos de Propriedade Intelectual Indígena observam que a duração indefinida de tal contexto é "não ortodoxa e incontrolável" dentro da atual estrutura legal de PI.